# Johnstone Stoney

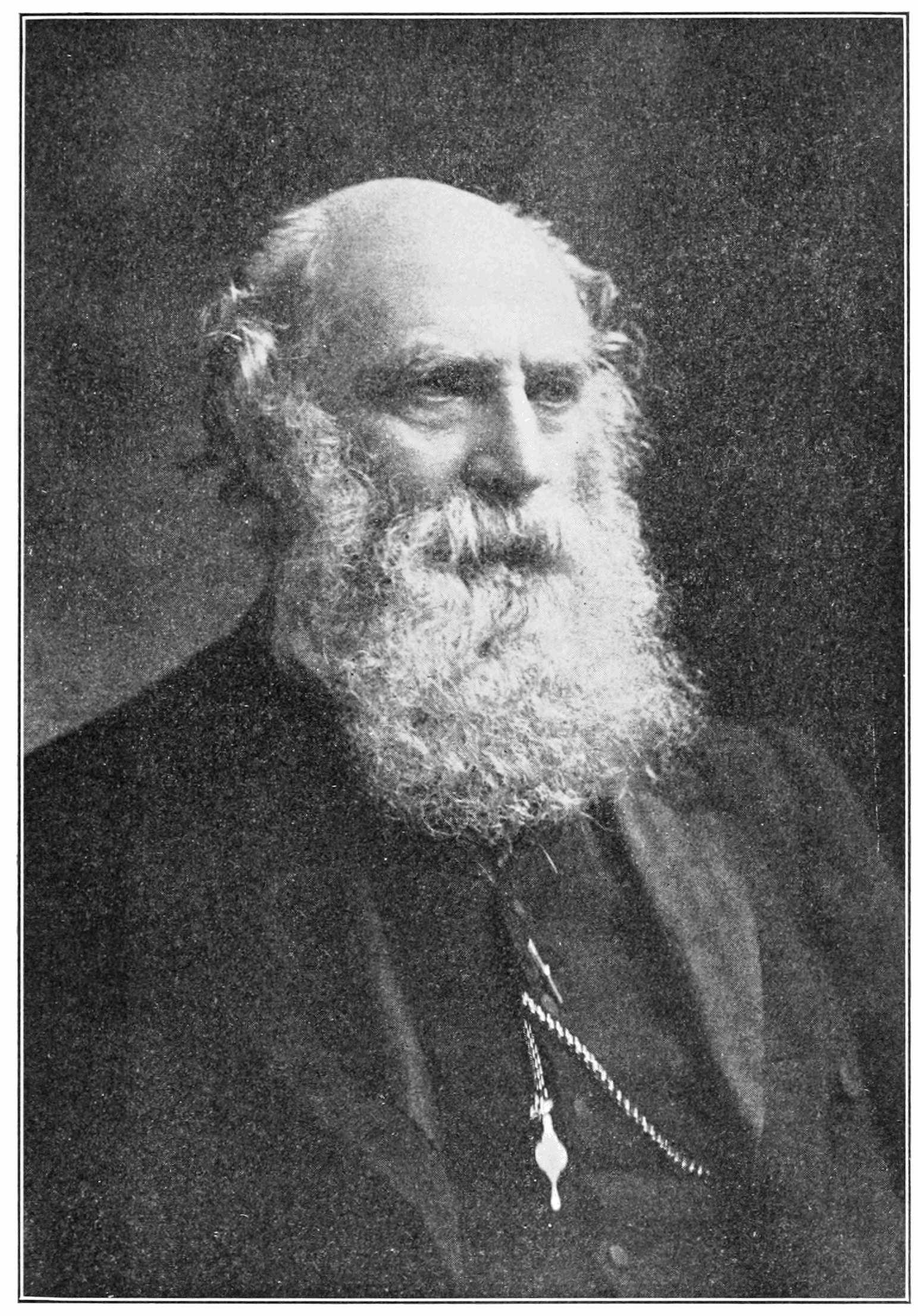
George Johnston Stoney

George Johnstone Stoney (Oakley Park, 15 februari 1826 – Londen, 5 juli 1911) was een Iers natuurkundige. Hij is vooral bekend van de introductie van het begrip elektron als eenheid voor elektriciteit.

## Biografie
Stoney werd geboren in Oakley Park, nabij Birr, in de Ierse midlands als zoon van een verarmde landeigenaar. Hij bezocht de Trinity College in Dublin, waar hij in 1848 zijn bachelor (BA) verkreeg en in 1852 zijn mastergraad (MA). In 1848 werd hij de eerste Astronomical Assistent van William Parsons, 3e hertog van Rosse. Deze Parsons had in Birr 's wereld grootste telescoop gebouwd, de 72-inch Leviathan van Parsonstown.
In 1852 werd Stoney benoemd tot professor natuurfilosofie aan de Queen's College te Galway (tegenwoordig de Nationale Universiteit van Ierland, Galway). In 1857 verhuisde hij naar Dublin als secretaris van de Queen's College. Gedurende zijn tijd in Dublin was hij meer dan 20-jaar lang eresecretaris van de Royal Dublin Society, om vervolgens als vicepresident te dienen. Samen met de sociëteit zette hij zijn wetenschappelijke en academische werk voort.
Aansluitend werd hij hoofdinspecteur bij de Civil Service Examination in Ierland, een positie die hij behield tot aan zijn pensionering in 1893. Datzelfde jaar vestigde hij, wegens familieomstandigheden, zich in Londen. Stoney overleed op 85-jarige leeftijd, thuis in Notting Hill, Londen. Hij was gehuwd met zijn nicht, Margaret Stoney, met wie hij twee zonen en drie dochters kreeg.

## Wetenschappelijk werk
Stoney publiceerde vijfenzeventig wetenschappelijke artikelen in verscheidene tijdschriften, waarbij hij belangrijke bijdragen leverde op het gebied van de kosmische natuurkunde en de theorie van gassen. Van aanzienlijke betekenis was zijn werk in spectroscopie. Volgens hem werden de waargenomen spectraallijnen teweeggebracht door de interne beweging van gasmoleculen.
Stoney's belangrijkste wetenschappelijke werk was de voorstelling en de berekening van de grootte van het "atoom van elektriciteit". Hoewel hij reeds in 1874 sprak om het begrip 'elektron' te gebruiken als fundamentele eenheid van elektrische lading, was het pas in 1891 dat hij het begrip publiekelijk gebruikt in een publicatie aan de Royal Dublin Society. Zijn bijdragen op dit gebied van wetenschappelijk onderzoek legde de basis voor de uiteindelijke ontdekking van het deeltje door J.J. Thomson in 1897.

## New General Catalogue
Johnstone Stoney was een assistent van de Ierse astronoom William Parsons en ook een telescopisch waarnemer van deepsky objecten. Hij ontdekte 50 sterrenstelsels die elk een plaats kregen in de New General Catalogue. Nagenoeg alle van de door Johnstone Stoney gevonden objecten werden verondersteld ontdekt te zijn door William Parsons. Onderzoek heeft aangetoond dat vele van Parsons' ontdekkingen echter afkomstig zijn van diens assistenten. Johnstone Stoney was zijn eerste assistent.
- NGC 258, NGC 260, NGC 1057, NGC 1061, NGC 1603, NGC 1606, NGC 1622, NGC 1683, NGC 1685, NGC 1717 (= NGC 1709), NGC 2288, NGC 2294, NGC 2321, NGC 2373, NGC 2375, NGC 2603, NGC 2694, NGC 2779, NGC 2823, NGC 2826, NGC 2827, NGC 2828, NGC 2829, NGC 2830, NGC 2831, NGC 2833, NGC 2834, NGC 2839, NGC 3185, NGC 3187, NGC 3189 (onderdeel van NGC 3190), NGC 4399 (onderdeel van NGC 4395), NGC 4400 (onderdeel van NGC 4395), NGC 4402, NGC 5296, NGC 5569, NGC 5577, NGC 5682, NGC 5683, NGC 5693, NGC 5906 (onderdeel van NGC 5907), NGC 5976, NGC 5981, NGC 6147, NGC 6174, NGC 7336, NGC 7337, NGC 7340.

Bindon Blood Stoney (1828-1909), de broer van George Johnstone Stoney, was eveneens een assistent van William Parsons. Bindon B. Stoney heeft ook talrijke ontdekkingen en waarnemingen van deepsky objecten verricht, waarvan de meesten echter werden toegeschreven aan William Parsons.

## Erkenning
Stoney was de ontvanger van vele onderscheidingen en prijzen. Kraters op Mars en de Maan zijn ter ere naar hem vernoemd. In 1899 mocht hij als eerste de Boyle-medaille in ontvangst nemen, ingevoerd door de Royal Dublin Society ter erkenning van zijn wetenschappelijk onderzoek van uitzonderlijke verdienste door Ieren. Bijna vijftig jaar lang was hij Fellow of the Royal Society (FRS) en daarnaast was hij corresponderend lid van de National Academy of Sciences in Washington en de door Franklin opgerichte American Philosophical Society.